# Lake Sumner
Lake Sumner es un lugar designado por el censo ubicado en el condado de De Baca en el estado estadounidense de Nuevo México. En el Censo de 2010 tenía una población de 143 habitantes y una densidad poblacional de 0,81 personas por km².

## Geografía
Lake Sumner se encuentra ubicado en las coordenadas 34°38′40″N 104°23′24″O / 34.64444, -104.39000. Según la Oficina del Censo de los Estados Unidos, Lake Sumner tiene una superficie total de 177.28 km², de la cual 161.02 km² corresponden a tierra firme y (9.17%) 16.26 km² es agua.

## Demografía
Según el censo de 2010, había 143 personas residiendo en Lake Sumner. La densidad de población era de 0,81 hab./km². De los 143 habitantes, Lake Sumner estaba compuesto por el 93.71% blancos, el 0% eran afroamericanos, el 1.4% eran amerindios, el 0.7% eran asiáticos, el 0% eran isleños del Pacífico, el 0.7% eran de otras razas y el 3.5% pertenecían a dos o más razas. Del total de la población el 25.17% eran hispanos o latinos de cualquier raza.